# Cryptogramophone
Cryptogramophone (Eigenschreibweise: CryptoGramophone) ist ein 1998 gegründetes US-amerikanisches Musiklabel für Jazz und Neue Improvisationsmusik.
Cryptogramophone wurde 1998 von dem Violinisten Jeff Gauthier in Los Angeles gegründet; es ist ein Sublabel des Avantgarde-Labels Nine Winds. Zunächst war es dem Werk seines verstorbenen Freundes und Kollegen, dem Bassisten Eric von Essen gewidmet. Erste Veröffentlichungen hierzu waren die Alben Jeanette Wrate/Northern Lights Ensemble: Echoes of a Northern Sky (1999), Alex Cline Ensemble: Sparks Fly Upward (1999) und die Kompilation The Music of Eric von Essen I (2000). Seit dieser Zeit umfasst der Katalog des Labels vor allem die Musik von Künstlern der Westküste der Vereinigten Staaten im Feld von Neuer Improvisationsmusik, Komposition und des Modern Creative Jazz.
Cryptogramophone hat seitdem Alben von Musikern wie Nels und Alex Cline, Myra Melford, Steuart Liebig, Bennie Maupin, G. E. Stinson, Alan Pasqua, Don Preston und Jeff Gauthier selbst veröffentlicht. Außerdem erschien bei Cryptogramophone Musik der New Yorker Downtown Szene wie von Mark Dresser und Erik Friedlander. Cryptogramophone sponsert eine wöchentliche Konzertreihe in Los Angeles namens Cryptonight im Club Tropical und die Webseite www.indiejazz.com.

## Diskografie (Auswahl)
- CG149 The Smudges: Song And Call (2022, mit J. Gautier, Maggie Parkins)
- CG148 Alex Cline’s Flower Garland Orchestra: Oceans of Vows (2017)
- CG143 Nels Cline Singers: Initiate (2010)
- CG131 Myra Melford: The Image of Your Body (2006)
- CG130 Nels Cline: New Monastery: A View into the Music of Andrew Hill (2006)
- CG129 Bennie Maupin Ensemble: Penumbra (2006)
- CG128 Jeff Gauthier Goatette: One and the Same (2006)
- CG127 Erik Friedlander: Prowl (2006)
- CG126 Ben Goldberg: The Door, the Hat, the Chair, the Fact (2006)
- CG124 Mark Dresser/Denman Maroney: Time Changes (2005)
- CG122 Alan Pasqua: My New Old Friend (2005)
- CG121 Alex Cline/Kaoru/Miya Masaoka/G. E. Stinson: Cloud Plate (2005)

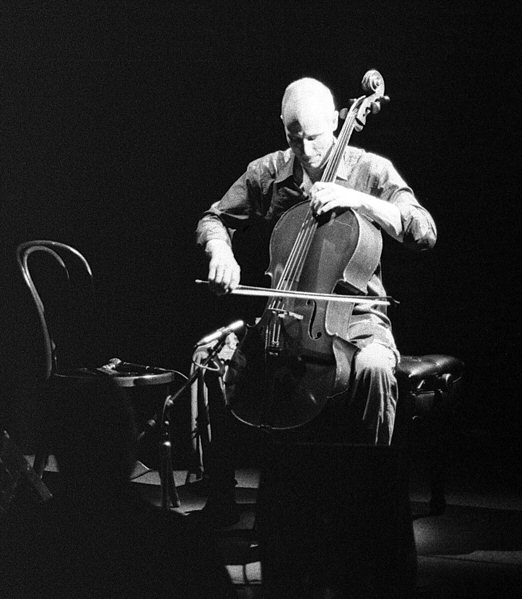
Erik Friedlander

- CG120 Nels Cline Singers: The Giant Pin (2004)
- CG118 Erik Friedlander: Quake (2003)
- CG114 Gregg Bendian/Gauthier/Liebig/Stinson: Bone Structure (2003)
- CG113 Nels Cline Singers: Instrumentals (2002)
- CG112 Jeff Gauthier Goatette: Mask (2002)
- CG111 Mark Dresser Trio: Aquifer (2002)
- CG110 Alex Cline Ensemble: The Constant Flame (2001)
- CG109 Steuart Liebig: Pomegranate (2001)
- CG108 Various Artists: The Music of Eric von Essen II (2001)
- CG107 Don Preston: Transformation (2001)
- CG106 Cline/Gauthier/Stinson: The Other Shore (2000)
- CG104 Mark Dresser/Frances-Marie Uitti: Sonomondo (2000)
- CG101 Jeanette Wrate, Northern Lights Ensemble: Echoes of a Northern Sky (1999)